# پل وید
پل وید (انگلیسی: Paul Wade؛ زادهٔ ۲۰ مارس ۱۹۶۲) بازیکن فوتبال اهل استرالیا است.
از باشگاه‌هایی که در آن بازی کرده‌است می‌توان به اشاره کرد.
وی همچنین در تیم‌های ملی فوتبال Australia national soccer B team و استرالیا بازی کرده‌است.